# Maymena cascada
Maymena cascada là một loài nhện trong họ Mysmenidae.
Loài này thuộc chi Maymena. Maymena cascada được Willis J. Gertsch miêu tả năm 1971.